# Doroteusz III (prawosławny patriarcha Antiochii)
Doroteusz III – prawosławny patriarcha Antiochii w latach 1497–1523.